# Katatonia
Katatonia — шведская группа, основанная в 1991 году в Стокгольме Йонасом Ренксе и Андерсом Нюстрёмом. Раннее творчество коллектива принято характеризовать как дэт-дум-метал, а сама группа, наряду с My Dying Bride, Anathema и Paradise Lost, считается лидером этого жанра. Однако после записи альбома Brave Murder Day, в котором вокальные партии исполнил Микаэль Окерфельдт, Katatonia сменила свой стиль в сторону смягчения звучания, а вокалист Йонас Ренксе отказался от использования гроулинга в пользу чистого вокала.

## История

### Основание группы, первые музыкальные работы (1991—1993)
Музыкальная деятельность Йонаса Ренксе и Андерса Нюстрёма началась ещё в 1987 году, когда последнему было 13 лет. В те времена музыканты играли блэк-метал, имевший существенные влияния групп Celtic Frost и Bathory. Никаких записей той группы не сохранилось, да и сама она вскоре распалась. На остатках распавшейся музыкальной формации образовался музыкальный коллектив Katatonia, который начал свою деятельность в 1991 году в формате дуэта. Основали группу Йонас «Лорд Сет» Ренксе (вокал, ударные) и Андерс «Блэккхейм» Нистрём (гитара). В этом же году, летом, участники записали демо Jhva Elohim Meth, которое за пару недель разошлось полным тиражом в 400 копий. Музыкально демо сочетало в себе звучание блэк-метала и дум-метала, тексты песен фокусировались на суицидальных темах.

Не знаю, откуда все это берется, честно, не знаю… Когда мы с Андерсом начинали заниматься музыкой, мы хотели создать нечто безумно мрачное, настолько депрессивное, насколько это только возможно. Мы сами, в принципе, никогда не были особо счастливыми людьми… и оттого сильно напрягаться не пришлось. Нужно было просто излить свою душу, высказать несколько привычных мыслей. …Я часто думаю о том, как можно «уйти» из этой жизни, периодически чувствую жгучее желание совершить самоубийство… только вот до сих пор не уверен, так ли уж приятно быть мертвым.
Музыка группы очень быстро привлекла к себе внимание слушателей, а некоторые критики даже назвали Katatonia самой депрессивной группой планеты. Другие же характеризовали музыку коллектива как смесь Paradise Lost и Bathory, третьи называли блэковым Tiamat. Немногим позже это демо было переиздано на аудиокассете голландским лейблом VIC Records, и за четыре недели было продано более 1000 копий релиза. Чуть позже состав подкрепился бас-гитаристом Гийомом «Израфель» Ле Юш, и команда смогла отыграть свой первый концерт в шведском городке Бро. В то же время Katatonia подписывает лейбл No Fashion Records и участники отправляются в студию Unisound для записи дебютного альбома.
Первый полноформатный альбом Dance of December Souls был издан в 1993 году лейблом No Fashion Records, в дальнейшем Katatonia отыграла серию концертов у себя на родине. Некоторые критики в лирической части альбома усмотрели ярко выраженные дьяволопоклоннические мотивы. В начале 1995 года, помимо появлений на публике, команда заключила контракт с Avantgarde Music, записала EP For Funerals to Come..., выпущенный лимитированным тиражом в 300 копий в виде пикчер диска (picture disc) и приняла в свои ряды второго гитариста Фреда Норрмана. Лирически, да и музыкально, релиз недалеко ушёл от своего предшественника. Однако в музыке уже наметились готические веяния, а также появился чистый вокал (правда, только в двух композициях).

### Brave Murder Day. Смягчение музыкальной стилистики (1994—1998)
В дальнейшем Katatonia приступает к записи второго полноформатного альбома, однако состав группы покидает басист Израфель. Его место занимает Фредрик Норрман, а для записи экстремального вокала был приглашен Микаэль Окерфельдт из Opeth. Вскоре Katatonia вновь появилась на сцене (в составе Нистрём, Ренксе, Норрман). Контракт с Avantgarde Music были продлён, и в 1996 году лейбл издал второй полноформатник Brave Murder Day, после чего шведы отправились на европейские гастроли. В ходе турне интерес к коллективу проявила компания Century Media, взявшаяся за издание Brave Murder Day в США. Отличительной особенностью оформления релиза явилось то обстоятельство, что тексты песен были написаны сплошным текстом и никак не подразделялись на композиции. Музыкально же наметилось ещё большее смягчение звука, в том числе использования чистого вокала и акустических гитарных вставок.
В том же 1996 году вышел сплит Katatonia с группой Primordial, на котором Katatonia представили свою новую композицию «Scarlet Heavens». В 1997 году в команде появился новый басист Микаэль Оретофт, при участии которого были записаны два миньона (Sounds of Decay и Saw You Drown) и один альбом. В Sounds of Decay ещё можно было услышать гроулинг и низко настроенные гитары. После выхода данного релиза Katatonia меняет свой логотип. Saw You Drown уже наметил будущие музыкальные изменения, которые можно услышать в грядущем альбоме — в частности, гроулинг сменился чистым вокалом. Наконец альбом Discouraged Ones окончательно запечатлел произошедшие с группой изменения, из-за чего многие поклонники коллектива отвернулись от творчества Katatonia. К концу 1998 года Katatonia заключила пятиальбомный контракт с Peaceville Records, но при этом вновь осталась без бас-гитариста.

### Tonight’s Decision,Viva EmptinessиThe Great Cold Distance(1999—2007)
В 1999 году состав группы пополняется новыми участниками — Даниэлем Лильеквистом (ударные) и Маттиасом Норрманом (бас). В том же году Katatonia записывала очередной альбом Tonight’s Decision и путешествовала по Скандинавии, сопровождая Paradise Lost. Тут же признаем, процитировав одного из участников группы (слова Anders Nyström):
«Существуют два альбома Paradise Lost, которые значат для меня и Katatonia больше, чем остальные. Первый, это, конечно, мастерский и определивший направление жанра „Gothic“; так или иначе, второй оказался чем-то вроде „черной лошадки“ в дискографии Paradise Lost. Я согласен с теми, кто говорит, что песни в этом альбоме „слишком электронные“ и „недостаточно тяжелые“, но, в отличие от таких людей, я был достаточно открыт, чтобы понять — этот альбом хорош. „Host“ включает в себя ряд песен, которые легко можно назвать лучшими в их дискографии!».
Новый альбом отличался большим уклоном в смешивание различных жанров: в частности, на нём можно слышать элементы альтернативного метала, гранжа и прогрессивного рока.
Пока «Peaceville» выпускала Tonight’s Decision, группа уже подготовила следующую пластинку, а также приняла участие в фестивалях, проходивших в Польше и США. В 2001 году в свет вышло два миньона, Teargas и Tonight’s Music, а также полноценный альбом Last Fair Deal Gone Down. Но помимо студийной работы группа уделяла внимание и гастрольной деятельности, совершив европейский тур на разогреве у Opeth. Сделав небольшую передышку, Katatonia вновь занялась подготовкой свежего релиза.
На этот раз сессии проходили в двух местах, «Studio 303» и «Studio Kuling». Viva Emptiness был издан Peaceville Records в апреле 2003-го. Диск в очередной раз доказал, что Katatonia осталась верна своему стилю и не нуждается ни в каких экспериментах. Остаток года и начало следующего команда провела на европейских гастролях в качестве хедлайнера.
В 2006 году Katatonia выпускает очередной альбом The Great Cold Distance. Позже три композиции из этого альбома, «Deliberation», «My Twin» и «July» вышли отдельными синглами в 2006 и 2007 годах.

### Night Is the New Day(2008—2010)
Начиная с 2008 года Katatonia приступает к работе над новым альбомом, который чуть позже получит название Night is the New Day. В целом альбом выполнен в том же ключе, что и его предшественник, с разве что небольшими изменениями в партиях ударных и чуть большим использовании бэк-вокала. Также характерно для этого альбома полное отсутствие гроулинга (хотя ещё на предыдущей работе в «The Itch», «Leaders», «July» его можно было услышать). Темп и тяжесть песен понизились, появилась чисто акустическая «Idle Blood» и безгитарная «Departer», ставшая в альбоме заключительной.
Официально альбом вышел в Европе 2 ноября 2009 года, выпускающим лейблом снова стал Peaceville Records. До США он добрался 10 ноября.
Через некоторое время была оглашена новость о новом туре, а 22 декабря 2009 года поклонники Katatonia получили шокирующее известие — братья Норрманы — Маттиас и Фредрик — объявили об уходе из группы, мотивировав это семейными причинами. Замена ушедшим музыкантам нашлась быстро. Место Фредрика занял гитарист Bloodbath, параллельно много лет работавший техником в группе — Пер «Sodomizer» Эрикссон; Маттиаса заменил Никлас «Nille» Сандин.
Прокатившись по Европе, Katatonia завершила тур выступлением в Санкт-Петербурге 16 апреля 2010 года. За это время группа успела выпустить миньон The Longest Year (Peaceville, 2010), а также выпустить видеоклипы к ней и к композиции «Day and then the Shade».

### Dead End KingsиThe Fall of Hearts(2011-настоящее время)
Свой новый альбом Katatonia предварительно планирует выпустить в сентябре 2012 года на лейбле Peaceville. Диск был записан за два месяца в студии Ghost Ward в Стокгольме и в новой собственной студии группы, у которой пока нет названия. За звукоинженерский пульт вернулся Дэвид Кастильо, а продюсированием занимались основатели группы, Андерс «Блэккхейм» Нюстрём и Йонас Ренксе. Первоначально появилась информация, что альбом будет называться Born From Nothing, но вскоре группа опровергла эту информацию, опубликовав на своей странице в Facebook объявление о том, что эта фраза была кем-то взята из рекламного баннера четырёх лимитированных футболок с символикой группы, а альбом будет называться Dead End Kings.
В сентябре 2013 года Katatonia также выпустила на лейбле Kscope Music альбом Dethroned & Uncrowned — альбом ремиксов, который содержит переработанные в акустические версии песен из Dead End Kings. 
В 2014 году группу покинули Пер Эрикссон и Даниэль Лильеквист. На их места были приглашены сессионщики Брюс Соорд, Томас Аквик (гитары) и Даниэль Мойланен (ударные).

## Состав

### Текущий состав
- Йонас Ренксе — вокал, гитара, клавишные, программирование (1991—1994, 1996-настоящее время)
- Роджер Ойерссон — гитара (2016-настоящее время)
- Никлас Сандин — бас-гитара (2009-настоящее время)
- Даниэль Мойланен — ударные (2015-настоящее время)

### Бывшие участники
- Гийом Ле Юш — бас-гитара (1992—1994)
- Андерс Нюстрём — гитара, бэк-вокал, программирование (1991—1994, 1996—2025)
- Микаэль Окерфельдт — вокал (1996—1999)
- Фредрик Норрман — гитара (1996—2009)
- Микаэль Оретофт — бас-гитара (1997—1998)
- Маттиас Норрман — бас-гитара (1999—2009)
- Даниэль Лильеквист — ударные (1999—2014)
- Пер Эрикссон — гитара (2009—2014)

## Дискография

### Альбомы
- Dance of December Souls (1993)
- Brave Murder Day (1996)
- Discouraged Ones (1998)
- Tonight’s Decision (1999)
- Last Fair Deal Gone Down (2001)
- Viva Emptiness (2003)
- The Great Cold Distance (2006)
- Night Is the New Day (2009)
- Dead End Kings (2012)
- The Fall of Hearts (2016)
- City Burials (2020)
- Sky Void of Stars (2023)
- Nightmares as Extensions of the Waking State (2025)